# Акші (Бородуліхинський район)
Акші́ (каз. Ақши) — село у складі Бородуліхинського району Абайської області Казахстану. Входить до складу Новошульбинського сільського округу.
Населення — 99 осіб (2021; 219 у 2009, 362 у 1999, 859 у 1989).
Національний склад станом на 1989 рік:
- росіяни — 42 %
- казахи — 29 %
- німці — 21 %

До 2018 року село називалось Пролетарка.